# Andrej Kaszizyn
Andrej Alehawitsch Kaszizyn (belarussisch Андрэй Алегавіч Касціцын, russisch Андрей Олегович Костицын Andrei Olegowitsch Kostizyn; * 3. Februar 1985 in Nawapolazk, Weißrussische SSR) ist ein ehemaliger belarussischer Eishockeyspieler, der jeweils etwa 400 Spiele in der National Hockey League und der Kontinentalen Hockey Liga absolviert hat. Sein jüngerer Bruder Sjarhej ist ebenfalls Eishockeyspieler.

## Karriere
Andrej Kaszizyn begann seine Karriere als Eishockeyspieler bei Polimir Nawapolazk, für die er bis 2002 in der East European Hockey League, sowie der belarussischen Extraliga aktiv war. Beim CHL Import Draft 2002 wurde er von den Medicine Hat Tigers in der ersten Runde als insgesamt 15. Spieler gezogen, blieb aber in Osteuropa. Anschließend spielte der Angreifer zwei Jahre lang in der russischen Superliga für den HK ZSKA Moskau.  In dieser Zeit wurde er im NHL Entry Draft 2003 in der ersten Runde als insgesamt zehnter Spieler von den Montréal Canadiens ausgewählt. Nachdem er während des Lockouts in der Saison 2004/05 bereits für deren Farmteam, die Hamilton Bulldogs aus der American Hockey League, gespielt hatte, gab der Belarusse in der Spielzeit 2005/06 sein Debüt für die Canadiens in der National Hockey League.
Am 27. Februar 2012, wenige Stunden vor der Trade Deadline, transferierten ihn die Habs im Austausch für ein Zweitrunden-Wahlrecht im NHL Entry Draft 2013 und einem leistungsbedingten Fünftrunden-Wahlrecht im NHL Entry Draft 2013 zu den Nashville Predators.

### Rückkehr nach Russland
Im Sommer 2012 konnte er sich mit den Predators nicht auf einen neuen Vertrag einigen und wechselte daher im September zurück nach Europa, wo er vom HK Traktor Tscheljabinsk aus der Kontinentalen Hockey-Liga verpflichtet wurde. Beim HK Traktor gehörte er in der Folge zu den Leistungsträgern und erreichte mit dem Team 2013 das Playoff-Finale um den Gagarin-Pokal, in dem es dem HK Dynamo Moskau unterlag.
Im Laufe der Saison 2014/15 wurde Kaszizyn an den neu gegründeten KHL-Teilnehmer HK Sotschi abgegeben.
In der Saison 2017/18 stand er bei Kunlun Red Star unter Vertrag, kam jedoch nur auf 22 Einsätze für das Team aus Peking. Im Mai 2018 wurde Kaszizyn vom HK Dinamo Minsk verpflichtet, wo er auf seinen Bruder Sjarhej traf. In den folgenden zwei Jahren war Andrej Assistenzkapitän bei Dinamo und war in beiden Spielzeiten jeweils Dinamos zweitbester Scorer. 2020 wurde er zum besten weißrussischen Spieler gewählt. Im Mai 2020 verließ er den Klub wieder und wurde von Neftechimik Nischnekamsk verpflichtet. Aber bereits im Januar 2021 wechselte er nach Tschechien zum HC Pardubice, bei dem er die Saison beendete. Nachdem er im Anschluss zunächst vereinslos war, wurde er im Januar 2022 von Manglerud Star Ishockey verpflichtet und beendete nach 15 Spielen für die Norweger (neun in der Hauptrunde und sechs in der Relegation) seine Karriere.

### International
Für Belarus nahm Kaszizyn an der U18-Junioren-Weltmeisterschaft der Division I 2001, sowie den U18-Junioren-Weltmeisterschaften 2000, 2002 und 2003 teil. Des Weiteren stand er im Aufgebot von Belarus bei den U20-Junioren-Weltmeisterschaften 2001, 2002, 2003 und 2005, der U20-Junioren-Weltmeisterschaft der Division I 2004, der Weltmeisterschaft der Division I 2004, sowie den Weltmeisterschaften 2003, 2005, 2006, 2008, 2011, 2012, 2014, 2015, 2016 und 2017.

## Erfolge und Auszeichnungen
- 2007 AHL All-Star Classic
- 2007 Calder-Cup-Gewinn mit den Hamilton Bulldogs
- 2008 Belarus’ Eishockeyspieler des Jahres
- 2013 Russischer Vizemeister mit dem HK Traktor Tscheljabinsk
- 2020 Belarussischer Eishockeyspieler des Jahres

### International
- 2001 Aufstieg in die Top-Division bei der U18-Junioren-Weltmeisterschaft der Division I
- 2004 Aufstieg in die Top-Division bei der U20-Junioren-Weltmeisterschaft der Division I
- 2004 Aufstieg in die Top-Division bei der Weltmeisterschaft der Division I

## Karrierestatistik
|                      |                           |                                   | Reguläre Saison | Reguläre Saison | Reguläre Saison | Reguläre Saison | Reguläre Saison | Play-offs | Play-offs | Play-offs | Play-offs | Play-offs |
| Saison               | Team                      | Liga                              | Sp              | T               | V               | Pkt             | SM              | Sp        | T         | V         | Pkt       | SM        |
| -------------------- | ------------------------- | --------------------------------- | --------------- | --------------- | --------------- | --------------- | --------------- | --------- | --------- | --------- | --------- | --------- |
| 2000/01              | Polimir Nawapolazk        | Extraliga BLR                     | 1               | 2               | 1               | 3               | 2               | –         | –         | –         | –         | –         |
| 2000/01              | Polimir Nawapolazk        | EEHL                              | 5               | 1               | 0               | 1               | 0               | –         | –         | –         | –         | –         |
| 2000/01              | HK Junost Minsk           | Extraliga BLR                     | 3               | 1               | 4               | 5               | 8               | –         | –         | –         | –         | –         |
| 2000/01              | HK Wizebsk                | Extraliga BLR                     | 17              | 17              | 6               | 23              | 42              | –         | –         | –         | –         | –         |
| 2001/02              | Polimir Nawapolazk        | Extraliga BLR                     | 17              | 9               | 6               | 15              | 28              | –         | –         | –         | –         | –         |
| 2001/02              | Polimir Nawapolazk        | EEHL                              | 40              | 40              | 32              | 72              | 22              | –         | –         | –         | –         | –         |
| 2001/02              | HK Junost Minsk           | Extraliga BLR                     | 6               | 2               | 0               | 2               | 8               | –         | –         | –         | –         | –         |
| 2002/03              | HK ZSKA Moskau            | Superliga                         | 6               | 0               | 0               | 0               | 2               | –         | –         | –         | –         | –         |
| 2002/03              | Chimik Moskowskaja Oblast | Wysschaja Liga                    | 2               | 1               | 1               | 2               | 0               | –         | –         | –         | –         | –         |
| 2002/03              | HK Junost Minsk           | Extraliga                         | 4               | 6               | 4               | 10              | 43              | –         | –         | –         | –         | –         |
| 2002/03              | HK ZSKA Moskau II         | Perwaja Liga                      | 3               | 2               | 2               | 4               | 25              | –         | –         | –         | –         | –         |
| 2003/04              | HK ZSKA Moskau            | Superliga                         | 12              | 0               | 1               | 1               | 2               | –         | –         | –         | –         | –         |
| 2004/05              | Hamilton Bulldogs         | AHL                               | 66              | 12              | 11              | 23              | 24              | 3         | 0         | 0         | 0         | 0         |
| 2005/06              | Montréal Canadiens        | NHL                               | 12              | 2               | 1               | 3               | 2               | –         | –         | –         | –         | –         |
| 2005/06              | Hamilton Bulldogs         | AHL                               | 64              | 18              | 29              | 47              | 76              | –         | –         | –         | –         | –         |
| 2006/07              | Montréal Canadiens        | NHL                               | 22              | 1               | 10              | 11              | 6               | –         | –         | –         | –         | –         |
| 2006/07              | Hamilton Bulldogs         | AHL                               | 50              | 21              | 31              | 52              | 50              | –         | –         | –         | –         | –         |
| 2007/08              | Montréal Canadiens        | NHL                               | 78              | 26              | 27              | 53              | 29              | 12        | 5         | 3         | 8         | 2         |
| 2008/09              | Montréal Canadiens        | NHL                               | 74              | 23              | 18              | 41              | 50              | 4         | 1         | 0         | 1         | 2         |
| 2009/10              | Montréal Canadiens        | NHL                               | 59              | 15              | 18              | 33              | 32              | 19        | 3         | 5         | 8         | 12        |
| 2010/11              | Montréal Canadiens        | NHL                               | 81              | 20              | 25              | 45              | 36              | 6         | 2         | 0         | 2         | 6         |
| 2011/12              | Montréal Canadiens        | NHL                               | 53              | 12              | 12              | 24              | 16              | –         | –         | –         | –         | –         |
| 2011/12              | Nashville Predators       | NHL                               | 19              | 4               | 8               | 12              | 10              | 8         | 3         | 1         | 4         | 3         |
| 2012/13              | HK Traktor Tscheljabinsk  | KHL                               | 44              | 13              | 8               | 21              | 82              | 23        | 3         | 6         | 9         | 10        |
| 2013/14              | HK Traktor Tscheljabinsk  | KHL                               | 54              | 13              | 18              | 31              | 32              | –         | –         | –         | –         | –         |
| 2014/15              | HK Traktor Tscheljabinsk  | KHL                               | 13              | 2               | 2               | 4               | 8               | –         | –         | –         | –         | –         |
| 2014/15              | HK Sotschi                | KHL                               | 37              | 11              | 20              | 31              | 39              | 4         | 0         | 1         | 1         | 0         |
| 2015/16              | Torpedo Nischni Nowgorod  | KHL                               | 9               | 0               | 2               | 2               | 16              | –         | –         | –         | –         | –         |
| 2015/16              | HK Sotschi                | KHL                               | 45              | 20              | 19              | 39              | 49              | 4         | 0         | 0         | 0         | 0         |
| 2016/17              | HK Sotschi                | KHL                               | 51              | 16              | 18              | 34              | 49              | –         | –         | –         | –         | –         |
| 2017/18              | Kunlun Red Star           | KHL                               | 22              | 3               | 10              | 13              | 16              | –         | –         | –         | –         | –         |
| 2018/19              | HK Dinamo Minsk           | KHL                               | 50              | 14              | 14              | 28              | 28              | –         | –         | –         | –         | –         |
| 2019/20              | HK Dinamo Minsk           | KHL                               | 60              | 17              | 17              | 34              | 36              | –         | –         | –         | –         | –         |
| 2020/21              | Neftechimik Nischnekamsk  | KHL                               | 24              | 2               | 8               | 10              | 31              | –         | –         | –         | –         | –         |
| 2020/21              | HC Pardubice              | Extraliga CZE                     | 12              | 1               | 6               | 7               | 39              | 8         | 4         | 4         | 8         | 4         |
| 2021/22              | Manglerud Star Ishockey   | Eliteserien (Eishockey, Norwegen) | 9               | 2               | 1               | 3               | 8               | 6         | 5         | 5         | 10        | 8         |
| Extraliga BLR gesamt | Extraliga BLR gesamt      | Extraliga BLR gesamt              | 48              | 37              | 21              | 58              | 131             | –         | –         | –         | –         | –         |
| Superliga gesamt     | Superliga gesamt          | Superliga gesamt                  | 18              | 0               | 1               | 1               | 4               | –         | –         | –         | –         | –         |
| AHL gesamt           | AHL gesamt                | AHL gesamt                        | 180             | 51              | 71              | 122             | 150             | 3         | 0         | 0         | 0         | 0         |
| NHL gesamt           | NHL gesamt                | NHL gesamt                        | 398             | 103             | 119             | 222             | 181             | 49        | 14        | 9         | 23        | 24        |
| KHL gesamt           | KHL gesamt                | KHL gesamt                        | 409             | 111             | 136             | 247             | 386             | 31        | 3         | 8         | 11        | 10        |

### International
Vertrat Belarus bei:
| - U18-Junioren-Weltmeisterschaft 2000 - U20-Junioren-Weltmeisterschaft 2001 - U18-Junioren-Weltmeisterschaft der Division I 2001 - U20-Junioren-Weltmeisterschaft 2002 - U18-Junioren-Weltmeisterschaft 2002 - U20-Junioren-Weltmeisterschaft 2003 - U18-Junioren-Weltmeisterschaft 2003 - Weltmeisterschaft 2003 - U20-Junioren-Weltmeisterschaft der Division I 2004 - Weltmeisterschaft der Division I 2004 | - U20-Junioren-Weltmeisterschaft 2005 - Weltmeisterschaft 2005 - Weltmeisterschaft 2006 - Weltmeisterschaft 2008 - Weltmeisterschaft 2011 - Weltmeisterschaft 2012 - Weltmeisterschaft 2014 - Weltmeisterschaft 2015 - Weltmeisterschaft 2016 - Weltmeisterschaft 2017 |

| Jahr            | Team            | Veranstaltung   | Sp | T  | V  | Pkt | SM |
| --------------- | --------------- | --------------- | -- | -- | -- | --- | -- |
| 2000            | Belarus         | U18-WM          | 6  | 0  | 0  | 0   | 4  |
| 2001            | Belarus         | U20-WM          | 6  | 0  | 0  | 0   | 2  |
| 2001            | Belarus         | U18-WM Div. I   | 5  | 7  | 7  | 14  | 8  |
| 2002            | Belarus         | U20-WM          | 6  | 3  | 0  | 3   | 0  |
| 2002            | Belarus         | U18-WM          | 8  | 7  | 3  | 10  | 18 |
| 2003            | Belarus         | U20-WM          | 6  | 2  | 1  | 3   | 0  |
| 2003            | Belarus         | U18-WM          | 6  | 6  | 9  | 15  | 28 |
| 2003            | Belarus         | WM              | 2  | 1  | 0  | 1   | 2  |
| 2004            | Belarus         | U20-WM Div. I   | 5  | 5  | 5  | 10  | 12 |
| 2004            | Belarus         | WM Div. I       | 5  | 3  | 3  | 6   | 0  |
| 2005            | Belarus         | U20-WM          | 5  | 1  | 4  | 5   | 6  |
| 2005            | Belarus         | WM              | 6  | 0  | 0  | 0   | 4  |
| 2006            | Belarus         | WM              | 6  | 1  | 4  | 5   | 6  |
| 2008            | Belarus         | WM              | 5  | 2  | 1  | 3   | 18 |
| 2011            | Belarus         | WM              | 5  | 3  | 4  | 7   | 4  |
| 2012            | Belarus         | WM              | 3  | 0  | 2  | 2   | 27 |
| 2014            | Belarus         | WM              | 7  | 0  | 0  | 0   | 4  |
| 2015            | Belarus         | WM              | 7  | 2  | 7  | 9   | 16 |
| 2016            | Belarus         | WM              | 7  | 0  | 1  | 1   | 4  |
| 2017            | Belarus         | WM              | 4  | 0  | 2  | 2   | 0  |
| Junioren gesamt | Junioren gesamt | Junioren gesamt | 53 | 31 | 29 | 60  | 78 |
| Herren gesamt   | Herren gesamt   | Herren gesamt   | 57 | 12 | 24 | 36  | 85 |

(Legende zur Spielerstatistik: Sp oder GP = absolvierte Spiele; T oder G = erzielte Tore; V oder A = erzielte Assists; Pkt oder Pts = erzielte Scorerpunkte; SM oder PIM = erhaltene Strafminuten; +/− = Plus/Minus-Bilanz; PP = erzielte Überzahltore; SH = erzielte Unterzahltore; GW = erzielte Siegtore; 1 Play-downs/Relegation; Kursiv: Statistik nicht vollständig)